# Bridgeport (Connecticut)
 Bridgeport  és la ciutat amb més població de l'estat de Connecticut, i la cinquena ciutat més gran de Nova Anglaterra. Situada al Comtat de Fairfield, la ciutat té una població estimada de 144.299 habitants i és el centre de la zona de Greater Bridgeport, que és considerada part de l'àrea de mercat de treball de la ciutat de Nova York.
La ciutat és bastant coneguda per la seva connexió a veïns famosos, empresaris del circ com l'antic alcalde PT Barnum. Barnum va construir tres cases a la ciutat, i va organitzar un circ a la ciutat durant diversos hiverns.
Bridgeport va ser originalment part del municipi de Stratford. El primer assentament aquí va tenir lloc a 1659. Es va anomenar Pequonnock fins a 1695, quan el seu nom es va canviar a Stratfield, per la seva situació entre les ja existents ciutats de Stratford i Fairfield. Durant la Revolució Americana es va convertir en un centre de pirateria. el 1800 al municipi de Bridgeport es va registrar com a tal i el 1821 va ser incorporat l'ajuntament. La ciutat no va aprovar els seus estatuts fins a 1836.
La ciutat va ser el lloc d'assentament de la  Frisbie Pie Company, per la qual cosa s'ha considerat que Bridgeport és el lloc de naixement del frisbee.
La comunitat té dos hospitals, l'Hospital Bridgeport i el Centre Mèdic de Sant Vicent.

## Història

### Els primers anys

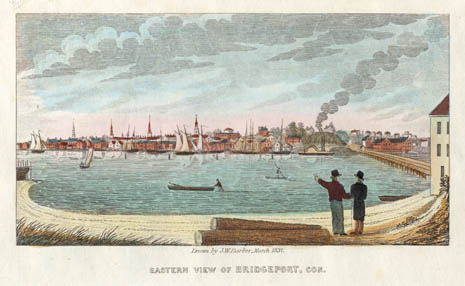
Vista est de Bridgeport, per John Warner Barber (1836).

Els primers anys de Bridgeport van estar marcats per una dependència de la pesca i l'agricultura, com moltes altres ciutats a Nova Anglaterra. La situació de la ciutat en el profund port de Newfield fomentar un boom en la construcció naval i la caça de balenes a mitjan segle xix, especialment després de l'obertura de la línia del ferrocarril a la ciutat el 1840. La ciutat aviat es va industrialitzar a la fi del segle xix i es va convertir en un centre industrial de producció de productes com la famosa fresadora de Bridgeport, accessoris de llautó, carruatges, màquines de cosir, sostenidor és, cadires de muntar i munició.

### La visita d'Abraham Lincoln
Dissabte, 10 de març de 1860, Abraham Lincoln va parlar en el Washington Hall, un auditori que llavors era el jutjat del comtat de Fairfield (ara McLevy Hall), a la cantonada dels carrers State i Broad. No només estava de gom a gom la sala més gran de la ciutat, sinó que una gran multitud va haver de quedar fora. Ell va rebre una increïble ovació abans d'agafar el tren a les 9:07 aquella nit de tornada a Manhattan. Ara hi ha una placa commemorativa en Bridgeport on ell va donar el discurs. (El 2006, just al creuar el carrer, a Politja Dot Playhouse, el President George W. Bush va donar un discurs davant d'un petit i selecte grup d'empresaris i funcionaris sobre la reforma de l'assistència sanitària.)

### Història posterior
el 1930, Bridgeport va ser un pròsper centre industrial amb més de 500 fàbriques i una població immigrant en auge.
Com altres centres urbans a Connecticut, Bridgeport va sortir més mal parat durant la industrialització dels Estats Units en els anys 70 i 80. Es va elevar l'atur, va augmentar el crim, i la ciutat es va convertir en coneguda pels seus problemes seriosos de drogues. Es va descobrir que molts ex-emplaçaments industrials de la ciutat estaven altament contaminats, deixant a Bridgeport amb un important cost i dany ambiental. Altres emplaçaments van ser simplement abandonats i cremats, deixant algunes àrees de la ciutat com si fossin ciutats fantasma.

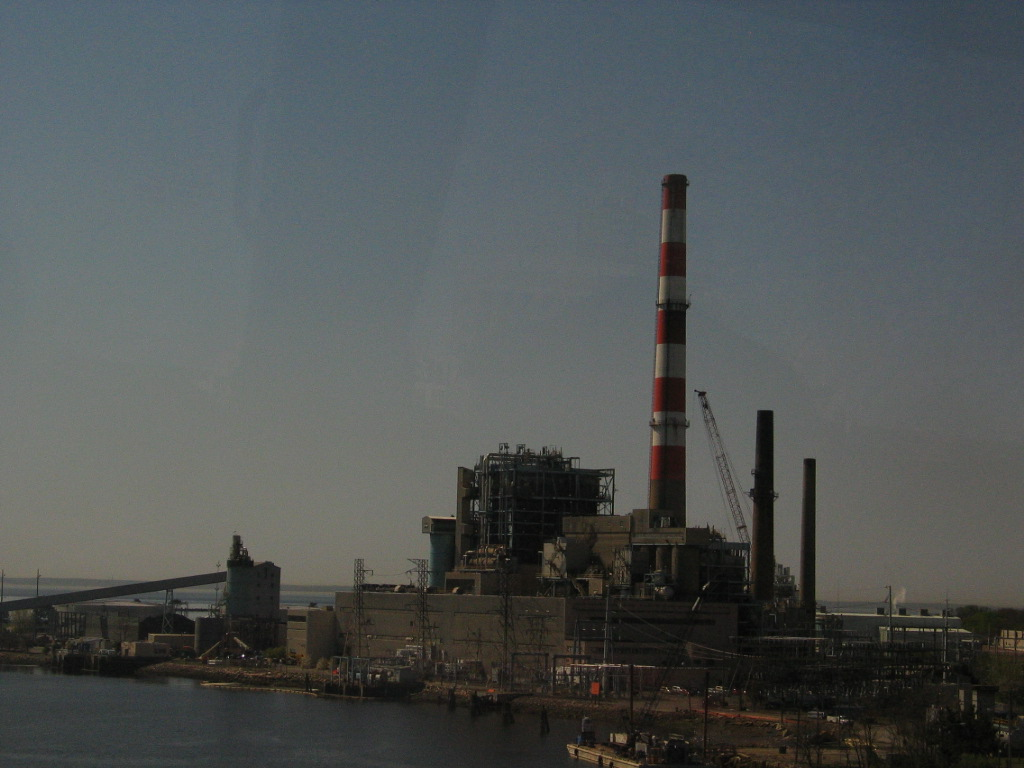
Complex industrial a Bridgeport.

A principis del segle xxi, Bridgeport està recuperant després d'una pèrdua de treballs i població, i s'està transformant en centre d'indústries de serveis i com a regió perifèrica de l'àrea metropolitana de Nova York (per exemple, la ciutat en si mateixa és un oasi d'habitatges de relatiu baix cost en una regió extremadament cara).
el 1987, el projecte residencial l'Ambiance Plaça que es trobava en construcció en aquell moment, es va ensorrar matant a 28 treballadors de la construcció.
Com altres ciutats del nord-est que pateixen el declivi industrial derivat de la finalització de la Segona Guerra Mundial (per exemple l'antiga fàbrica de Remington es troba abandonada, des que es va aturar la producció). Bridgeport ha fet sovint esforços de rehabilitació. Una proposta va ser feta pel promotor de Las Vegas Steve Wynn de construir un gran casino en la propietat, però per una sèrie de raons, aquest projecte no va arribar a materialitzar-se. Més recentment, la Ciutat de Bridgeport ha fet passos per adquirir les últimes parcel·les privades. Molts edificis històrics s'estan també rehabilitant i convertint-se en habitatges residencials.

## Geografia i clima
Bridgeport està situada a  Long Island Sound , a la boca del Riu Pequonnock.
D'acord amb l'oficina del Cens dels Estats Units, la ciutat té una àrea total de 50,2 km², dels quals 41,4 km² són terra i 8,8 km² (17,53%) és aigua.
Bridgeport es troba dins del cinturó climàtic Continental humit, amb temps temperat a ocasionalment calenta i estius humits i hiverns freds i nevats. Els extrems estacionals són una mica moderats a Long Island Sound. Les aigües adjacents estan en Bridgeport diversos graus més fredes a l'estiu ia l'hivern més suau amb menys neu que en altres ubicacions més allunyades de la costa. La ciutat rep 41.7 polzades de precipitació i sobre 25/06 polzades de neu de mitjana a l'any. El rècord de l'hivern més nevat és 1996, ja que Bridgeport rebre 76.8 polzades de neu.
| Temperatures mensuals normals i altes i baixes extremes         |       |        |       |      |       |      |        |      |      |         |          |          |
| Mes                                                             | Gen   | febrer | Mar   | Abr  | Mai   | juny | juliol | Ago  | Set  | octubre | novembre | desembre |
| Ext alta ° F                                                    | 68    | 67     | 84    | 91   | 97    | 96   | 103    | 100  | 99   | 86      | 78       | 76       |
| Norm alta ° F                                                   | 36.9  | 38.8   | 46.9  | 57   | 67.4  | 76.4 | 81.9   | 80.7 | 73.6 | 63.1    | 52.6     | 42.1     |
| Norm Baixa ° F                                                  | 22/09 | 24/09  | 32    | 40.7 | 50.6  | 59.6 | 66     | 65.4 | 57.7 | 46.3    | 37.5     | 28       |
| Ext baixa ° F                                                   | -7    | -5     | 4     | 18   | 31    | 41   | 49     | 44   | 36   | 26      | 16       | -4       |
| precip (Polzades s)                                             | 3.73  | 2.92   | 15/04 | 3.99 | 04/03 | 3.57 | 3.77   | 3.75 | 3.58 | 3.54    | 3.65     | 3.47     |
| Font: USTravelWeather.com Arxivat 2007-09-29 a Wayback Machine. |       |        |       |      |       |      |        |      |      |         |          |          |

## Demografia
A partir del cens de l'any 2000, hi havia 139.529 habitants, 50.307 cases, i 32.749 famílies residint a la ciutat. La densitat de població era de 3,367,0/km² (8.720,9/mi ²). Hi havia 54.367 habitatges en una densitat mitjana de 1.312,0/km² (3.398,1/mi ²). La composició racial de la ciutat era de 45,02% de blancs, 30,76% d'afroamericans, 0,48% de nadius americans, 3,25% d'asiàtics, 0,11% d'illencs del Pacífic, 14,81% d'altres races, i 5,57% de dues o més races. El 31,88% de la població eren de raça hispana o llatina.

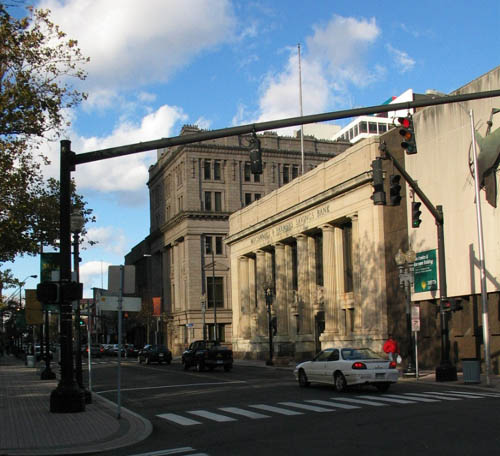
Una típica escena urbana a Bridgeport

Hi havia 50.307 habitatges de les quals el 34,3% tenien nens per sota dels 18 anys vivint amb els pares, 35% de parelles joves casades, 24% tenia una propietària femenina sense marit, i 34,9% no eren famílies. 29% de les cases estaven constituïdes per individus i 11,3% per algú de 65 anys o major vivint sol. La mitjana de la mida de les cases era de 2,70 i la mitjana de la mida de la família era de 3,34.
A la ciutat la població es dividia amb un 28,4% en menors de 18 anys, 11,2% dels 18 als 24, 30,5% de 25 a 44, 18,4% de 45 a 64, i 11, 5% de majors de 65 anys. L'edat mitjana era de 31 anys. Per cada 100 dones hi havia 91,2 homes. Per cada 100 dones de menys de 18 anys, hi havia 86,3 homes.
La mitjana dels ingressos d'una llar a la ciutat era de 34.658 $, i la mitjana per a una família era de 39.571 $. Els homes tenien una mitjana d'ingressos de 32.430 en contra dels 26.966 de les dones. L'ingrés per capita de la ciutat era de 16.306 $. Sobre el 16,2% de les famílies i el 18,4% de la població estaven per sota de la línia de la pobresa, incloent el 24,8% d'aquests per sota dels 18 anys i el 13,2% dels majors de 65 anys.

## Educació
A Bridgeport es troba la Universitat de Bridgeport i la Housatonic Community College.
El sistema d'escoles públiques de la ciutat es compon de 30 escoles d'educació primària, 3 d'educació global, 2 de programes alternatius i una escola de formació professional d'aqüicultura. El sistema té sobre 23.000 estudiants el que fa que Bridgeport sigui el segon sistema escolar més gran de Connecticut. Aquest sistema escolar dona feina a més de 1.700 professionals.
La ciutat ha començat una gran renovació escolar i un programa de construcció, amb plans per a noves escoles i modernització dels edificis existents.

### Instituts
- Bassick High School, seu del Business Magnet
- Central High School establert el 1876, seu del Central Magnet, és l'institut més gran de tots
- Warren Harding High School que és seu del Programa Internacional de Batxillerat així com del Programa Magnet de Salut que està associat a l'Hospital de Bridgeport St Vincent's Medical Center al nord de Bridgeport.

- El Col·legi Regional Vocacional d'Aqüicultura de Bridgeport està situat a prop de la històrica  Captain's Cove  (Cala del Capità) i està obert a estudiants de les ciutats dels voltants. És una de les primeres escoles especialitzades en estudis marins i d'aqüicultura.
- Bullard Havens Technical High School és un institut de formació professional. (Públic)
- Kolbe Cathedral High School: institut exclusivament Catòlic de Bridgeport
- L'Acadèmia Bridge: Institut d'Educació Secundària de Bridgeport

Bridgeport té també diversos col·legis Catòlics. Sant Ambrose, el més gran de tots, Sant Rafael, Sant Agustí i Sant Pere.

## Govern i política
Bridgeport és famosa per haver tingut un alcalde socialista durant 24 anys; Jasper McLevy va servir com a alcalde des 1933 fins a 1957. Els alcaldes més recents, inclòs Joseph Ganim, han estat acusats de corrupció, reflectint un patró similar a altres centres urbans de Connecticut. El juny de 2006, l'alcalde John M. Fabrizi va admetre haver pres cocaïna des que comencés el seu mandat, però que portava un any sense ingerir aquesta droga.
És molt conegut a Connecticut el seu estatus com una ciutat post-industrial lluitadora marcada per la pobresa, destacant notablement els seus veïns de la  Gold Coast  (Costa de l'Or).

## Cultura

### Cultura popular
- La ciutat va ser esmentada al principi de la novel·la de Mark Twain  "Un ianqui de Connecticut a la cort del Rei Artús" :

| « | Al cap d'una hora de camí va aparèixer a la llunyania una ciutat adormida a la vora d'un riu sinuós, i als seus esquena, sobre un turó, una enorme i fosca fortalesa, amb torres i torrasses, una escena que fins ara només havia vist en les il·lustracions. Bridgeport? vaig preguntar. "Camelot" va respondre. | » |

Els guardacostes de Bridgeport van telefonar per John McLane (Bruce Willis) a la pel·lícula Die Hard: With a Vengeance.

### Arts interpretatives
Bridgeport ha organitzat tres vegades el  Gathering of the Vibes , un festival d'un cap de setmana d'art, música i càmping que ofereix alguns dels millors noms de talent festival. El 1999, 2000 i de nou el 2007, milers de persones han vingut d'arreu del món a acampar al parc Seaside i gaudir del talent de Buddy Guy, Bob Weir and Ratdog, el Deep Banana Blackout de Bridgeport, Les Claypool, Assembly of Dust, Dirty Dozen Brass Band, Los Lobos i molts més.

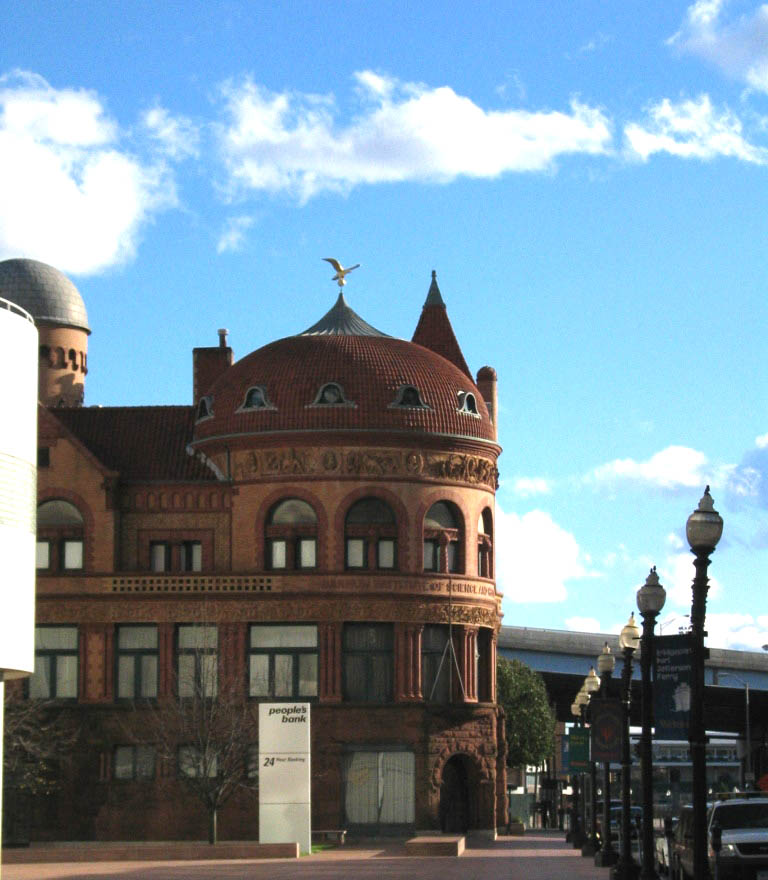
Museu Barnum.

### Teatres
- Klein Memorial Auditorium
- Arena at Harbor Yard Arxivat 2010-07-22 a Wayback Machine.
- Downtown Cabaret Theatre
- Playhouse on the Green Arxivat 2007-09-14 a Wayback Machine.